# 울어야 사는 여자
《울어야 사는 여자》(영어: Crying Ladies)은 2003년에 개봉한 필리핀의 영화이다.

## 줄거리
아버지의 죽음 이후, 윌슨은 그의 부유한 중국계 필리핀인 가족으로부터 장례식에 참여할 전문 곡비를 찾아오라는 임무를 맡는다. 전문 곡비의 인기가 시들해지고 있음에도 불구하고, 그의 가족은 아버지가 전통적인 중국 장례식을 치를 수 있도록 그들을 고용해야 한다고 주장한다.
마닐라의 차이나타운에서 검색하던 중, 그는 사기죄로 복역을 마치고 최근에 출소한 돈 없는 어머니 스텔라를 만난다. 그녀는 처음에는 주저하고 윌슨의 아버지가 자신의 투옥에 책임이 있다는 것을 깨달았지만, 윌슨으로부터 500페소의 선불금을 받은 후 전문 곡비가 되기로 동의한다. 스텔라는 두 친구, 즉 예전 예명 로다 리베라로 연기 경력을 회상하는 전 B급 여배우 알링 도레이와 친구 남편 이페와의 반복된 불륜 이후 죄를 피하겠다고 맹세한 독실한 여성 촐렝을 데려간다.
전문 곡비로 일하는 동안, 세 사람은 유대감을 형성하고 삶의 경험, 어려움, 꿈에 대해 이야기한다. 스텔라는 전 남편 귀도와 그의 새 아내 세실과 함께 카가얀데오로로 이사할 예정인 어린 아들 봉의 임박한 떠남 때문에 슬퍼한다. 그녀는 양육권을 되찾고 아들과 재회하기 위해 괜찮고 안정적인 직업을 원한다. 도레이는 특히 다르나와 거인들에서 엑스트라로 출연했던 자신의 연기 경력을 자주 회상한다. 촐렝은 이페의 접근을 거부하고 그들의 불륜을 끝내며 더 많은 종교 및 자선 활동을 통해 만회하려고 노력한다.
아버지의 장례식 후, 아버지와 격동적인 관계를 가졌던 윌슨은 좋은 아버지가 아니었던 그를 용서하고 그가 한 좋은 일들을 감사하기 시작한다. 그는 스텔라에게 일본 기획사가 연예인을 고용하고 있다고 알리기 위해 전화한다. 스텔라는 즉시 지원하여 직업을 얻었고, 그곳에서 성공적인 노래방 배우가 된다. 도레이는 다르나와 거인들의 속편에서 엑스트라 역할을 다시 맡아달라는 제안을 받는다. 촐렝은 마침내 이페와의 불륜을 끝내고 이제는 교구에서 결혼 상담사로 일하고 있다.

## 한국판 성우진(KBS)
- 차명화 - 스텔라(샤론 쿠네타)
- 안경진 - 도레이(힐다 코로넬)
- 양석정 - 윌슨(에릭 퀴즌)
- 이용순 - 초렝(엔젤 아퀴노)
- 김정미 - 윌슨 엄마(쉐리 라라)
- 임은정 - 세실(샤메인 센테네라)
- 이연희 - 토니 엄마
- 윤병화 - 망아데(에드가 모리츠)
- 김준 - 귀도(릭키 다바오)
- 이장원 - 윗집 남자
- 홍진욱 - 조지
- 나지형 - 봉(줄리오 파체코)
- 곽윤상 - 이메(레이먼드 바갓싱)
- 은정 - 지젤(제말레인 에스트라다)